# Wereldkampioenschap schaken 1996 (FIDE)

Anatoli Karpov

Het wereldkampioenschap schaken 1996 bestond uit een reeks kwalificatie-toernooien en matches, culminerend in match die werd gespeeld tussen Anatoli Karpov en Gata Kamsky. Deze match vond plaats in Elista in juni en juli 1996. Karpov won met 10½ - 7½.
Het betrof hier het officiële, door de FIDE georganiseerde wereldkampioenschap. De 'klassieke' wereldkampioen, Garri Kasparov, deed niet mee.
Het scoreverloop was:
|        | 1 | 2 | 3 | 4 | 5 | 6 | 7 | 8 | 9 | 10 | 11 | 12 | 13 | 14 | 15 | 16 | 17 | 18 | Totaal |
| ------ | - | - | - | - | - | - | - | - | - | -- | -- | -- | -- | -- | -- | -- | -- | -- | ------ |
| Karpov | 1 | 0 | ½ | 1 | ½ | 1 | 1 | ½ | 1 | 0  | ½  | ½  | ½  | 1  | ½  | 0  | ½  | ½  | 10½    |
| Kamsky | 0 | 1 | ½ | 0 | ½ | 0 | 0 | ½ | 0 | 1  | ½  | ½  | ½  | 0  | ½  | 1  | ½  | ½  | 7½     |

## Finales
In tegenstelling tot wat eerder gebruikelijk was, was het niet zo dat de regerende wereldkampioen, in dit geval Karpov, een match speelde tegen de winnaar van de kandidatenmatches. In plaats daarvan kreeg hij een plaats bij de laatste vier.
Die laatste vier speelden de twee 'finales' waarvan de winnaars uiteindelijk de match om het wereldkampioenschap speelden. De volgende matches werden gespeeld in Sanghi Nagar in februari 1995:
| Boris Gelfand | Anatoli Karpov | 3 - 6   |
| Gata Kamsky   | Valeri Salov   | 5½ - 1½ |

## Halve finales
De halve finales werden ook in Sanghi Nagar gespeeld, in juli en augustus 1994
| Viswanathan Anand | Gata Kamsky   | 4 - 4 en 0 - 2 |
| Vladimir Kramnik  | Boris Gelfand | 3½ - 4½        |
| Valeri Salov      | Jan Timman    | 4½ - 3½        |

## Kwartfinales
De kwartfinales werden in Wijk aan Zee gespeeld, in januari 1994, tegelijk met het Hoogovenstoernooi.
| Viswanathan Anand    | Artur Joesoepov     | 4½ - 2½ |
| Michael Adams        | Boris Gelfand       | 3 - 5   |
| Paul van der Sterren | Gata Kamsky         | 2½ - 4½ |
| Leonid Yudasin       | Vladimir Kramnik    | 2½ - 4½ |
| Valeri Salov         | Aleksandr Chalifman | 5 - 1   |
| Jan Timman           | Joel Lautier        | 4½ - 3½ |

## Interzone toernooi
Er werd één interzone toernooi gespeeld in Biel in 1993, volgens het Zwitsers systeem. De eerste tien plaatsen zich voor de kwartfinales, tezamen met Timman en Joesoepov, die in vorige cyclus de halve finale hadden gehaald. Anand werd op grond van tie-break regels tiende.
De eindstand aan de top was:
| 1.  | Boris Gelfand        | 9  |
| 2.  | Paul van der Sterren | 8½ |
| 3.  | Gata Kamsky          | 8½ |
| 4.  | Aleksandr Chalifman  | 8½ |
| 5.  | Michael Adams        | 8½ |
| 6.  | Leonid Yudasin       | 8½ |
| 7.  | Valeri Salov         | 8½ |
| 8.  | Joel Lautier         | 8½ |
| 9.  | Vladimir Kramnik     | 8½ |
| 10. | Viswanathan Anand    | 8  |
| 11. | Vladimir Epishin     | 8  |
| 12. | Smbat Lputian        | 8  |
| 13. | Alexei Shirov        | 8  |
| 14. | Vasyl Ivantsjoek     | 8  |
| 15. | Ivan Sokolov         | 8  |